# 워 앳 홈 (영화)
워 앳 홈(The War at Home)은 미국에서 제작된 글렌 실버, 배리 알렉산더 브라운 감독의 1979년 다큐멘터리 영화이다. 앨런 긴스버그 등이 주연으로 출연하였다.

## 출연

### 주연
- 앨런 긴스버그